# Сарентино
Сарентино (итал. Sarentino, нем. Sarntal, Зарнталь) — коммуна в Италии, располагается в регионе Трентино — Альто-Адидже, в провинции Больцано.
Население составляет 7118 человек (31-8-2018), плотность населения составляет 23,55 чел./км². Занимает площадь 302 км². Почтовый индекс — 39058. Телефонный код — 0471.
Покровительницей коммуны почитается Пресвятая Богородица. Её Успение особо празднуется 15 августа.

## Демография
Динамика населения:
Большинство населения (98 %) — немецкоговорящие, 1,82 % являются итальянцами.

## Администрация коммуны
- Официальный сайт: http://www.comune.sarentino.bz.it/